# Hendry County
Das Hendry County ist ein County im Bundesstaat Florida der Vereinigten Staaten. Der Sitz der Countyverwaltung (County Seat) befindet sich in LaBelle.

## Geographie
Das County hat eine Fläche von 3082 Quadratkilometern, wovon 96 Quadratkilometer Wasserfläche sind. Es grenzt im Uhrzeigersinn an folgende Countys: Palm Beach County, Broward County, Collier County, Lee County, Charlotte County und Glades County.

## Geschichte
Das Hendry County wurde 1923 aus Teilen des Lee County gebildet und nach Captain Francis A. Hendry benannt, einem der ersten Siedler.

## Demographie
Gemäß der Volkszählung 2010 verteilten sich die damaligen 39.140 Einwohner auf 14.564 Haushalte. Die Bevölkerungsdichte lag bei 13,1 Einw./km². 59,9 % der Bevölkerung waren Weiße, 13,4 % Afroamerikaner, 1,7 % Indianer und 0,7 % Asian Americans. 21,6 % waren Angehörige anderer Ethnien und 2,7 % verschiedener Ethnien. 49,2 % der Bevölkerung bestand aus Hispanics oder Latinos.
Im Jahr 2010 lebten in 43,5 % aller Haushalte Kinder unter 18 Jahren sowie 26,6 % aller Haushalte Personen mit mindestens 65 Jahren. 73,7 % der Haushalte waren Familienhaushalte (bestehend aus verheirateten Paaren mit oder ohne Nachkommen bzw. einem Elternteil mit Nachkomme). Die durchschnittliche Größe eines Haushalts lag bei 3,09 Personen und die durchschnittliche Familiengröße bei 3,48 Personen.
31,0 % der Bevölkerung waren jünger als 20 Jahre, 28,8 % waren 20 bis 39 Jahre alt, 24,3 % waren 40 bis 59 Jahre alt und 15,9 % waren mindestens 60 Jahre alt. Das mittlere Alter betrug 33 Jahre. 54,2 % der Bevölkerung waren männlich und 45,8 % weiblich.
Das durchschnittliche Jahreseinkommen lag bei 37.989 $, dabei lebten 26,0 % der Bevölkerung unter der Armutsgrenze.
Im Jahr 2010 war englisch die Muttersprache von 58,34 % der Bevölkerung, spanisch sprachen 40,22 % und 1,44 % hatten eine andere Muttersprache.

## Kultur und Sehenswürdigkeiten

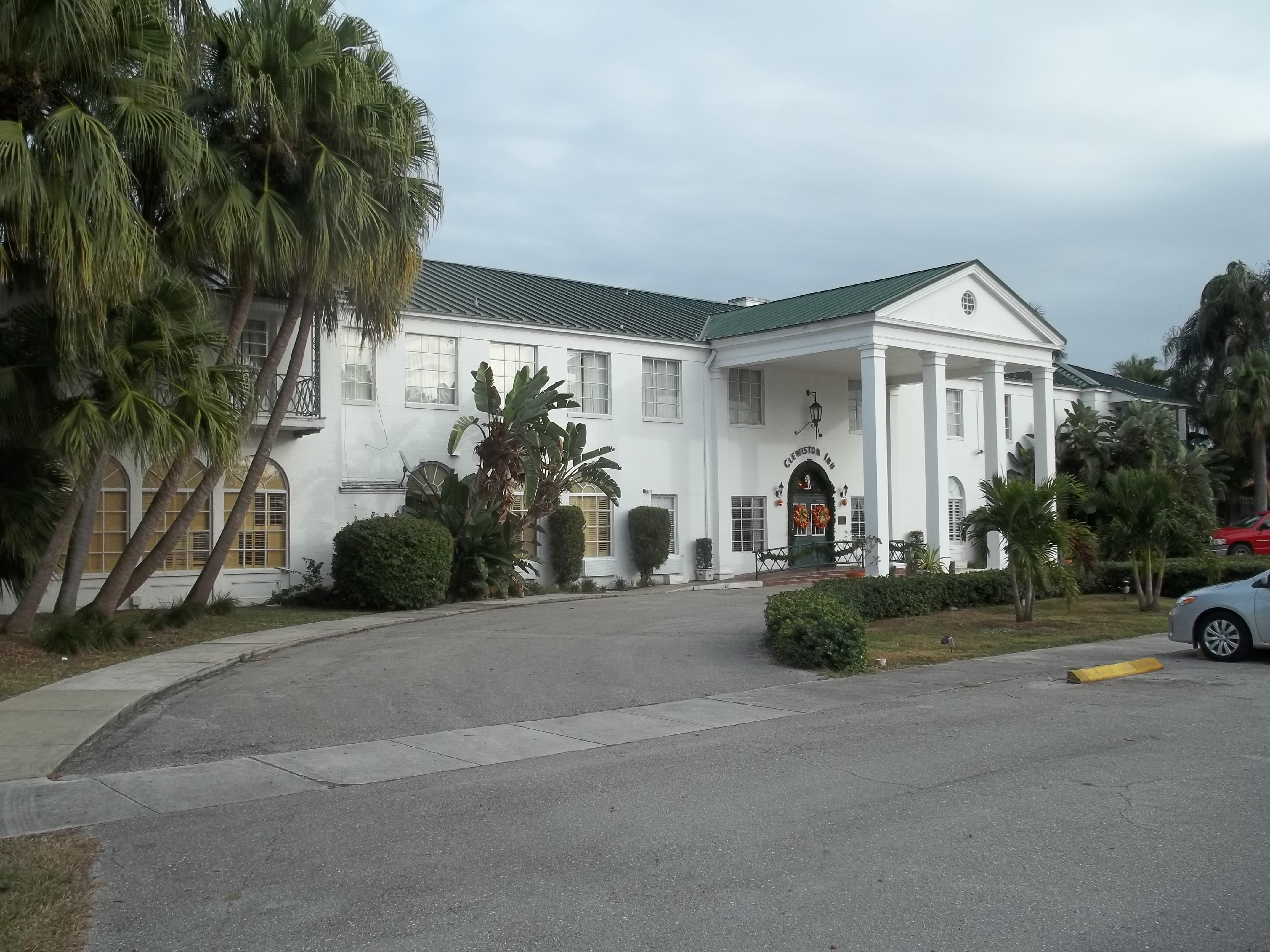
Clewiston Inn (2013). Dieses Hotel wurde 1926 errichtet und nach einem Brand im Jahr 1937 neu errichtet. Im Februar 1991 wurde die Anlage als zweites Objekt im Hendry County in das NRHP eingetragen.

Zwölf Bauwerke und Historic Districts („historische Bezirke“) im Hendry County sind im National Register of Historic Places („Nationales Verzeichnis historischer Orte“; NRHP) eingetragen (Stand 19. Januar 2023), darunter das Gerichts- und Verwaltungsgebäude des County, ein Filmtheater und ein Hotel.

## Bildungseinrichtungen
- Edison College in LaBelle

## Orte im Hendry County
Orte im Hendry County mit Einwohnerzahlen der Volkszählung von 2010:
Cities:
- Clewiston – 7.155 Einwohner
- LaBelle (County Seat) – 4.640 Einwohner

Census-designated places:
- Fort Denaud – 1.694 Einwohner
- Harlem – 2.658 Einwohner
- Montura – 3.283 Einwohner
- Pioneer – 697 Einwohner
- Port LaBelle – 3.530 Einwohner